# Jean-Louis Camerini
Pour les articles homonymes, voir Camerini.
Jean-Louis Camerini est une figure du grand banditisme français. Il a été l'organisateur de l'enlèvement de Mélodie Nakachian en 1987, la fille de la chanteuse sud-coréenne Kimera et de l'homme d'affaires Raymond Nakachian. Il l'avait repérée en se déguisant lors d'une récéption.
Camerini a été condamné pour ce rapt par la justice française à 15 ans de prison.